# Beastars
Beastars (zapis stylizowany: BEASTARS) – manga autorstwa Paru Itagaki, publikowana w latach 2016–2020 w czasopiśmie „Shūkan Shōnen Champion” wydawnictwa Akita Shoten.
Na jej podstawie w 2019 roku wyemitowano serię anime wyprodukowaną przez studio Orange. Drugi sezon rozpoczął emisję w styczniu 2021 roku. Trzeci sezon zostanie wyemitowany w dwóch częściach; pierwsza w grudniu 2024.
W Polsce manga została wydana przez Studio JG, a anime dostępne jest na platformie Netflix.

## Fabuła
W nowoczesnym i cywilizowanym świecie zamieszkanym przez antropomorficzne zwierzęta ma miejsce podział kulturowy między zwierzętami roślinożernymi a zwierzętami mięsożernymi. Legoshi jest cichym wilkiem szarym uczęszczającym do Akademii Cherryton, który mieszka w akademiku z innymi mięsożernymi studentami, w tym przyjacielskim towarzyszem z dzieciństwa – labradorem retrieverem Jackiem. Jest częścią klubu teatralnego, pracując przy oświetleniu, pomagając aktorom na scenie, takim jak gwiazda klubu oraz całej szkoły – jeleń szlachetny Louis. Sytuacja w szkole jest jednak nieciekawa, albowiem doszło do morderstwa ucznia – alpaki o imieniu Tem. Ten incydent pogorszył już napięte relacje między zwierzętami roślinożernymi i mięsożernymi, nie tylko na terenie szkoły, ale też na całym świecie. To stwarza problem dla Legoshiego, który zakochuje się w króliczce miniaturowej o imieniu Haru.

## Bohaterowie
- Legoshi (jap. レゴシ Regoshi)

Seiyū: Chikahiro Kobayashi 
- Haru (jap. ハル)

Seiyū: Sayaka Senbongi 
- Louis (jap. ルイ Rui)

Seiyū: Yūki Ono 
- Juno (jap. ジュノ)

Seiyū: Atsumi Tanezaki 
- Gohin (jap. ゴウヒン Gōhin)

Seiyū: Akio Ōtsuka 
- Jack (jap. ジャック Jakku)

Seiyū: Junya Enoki 
- Bill (jap. ビル Biru)

Seiyū: Takaaki Kojima 
- Collot (jap. コロ Koro)

Seiyū: Takeo Ōtsuka 
- Voss (jap. ボス Bosu)

Seiyū: Yoshiyuki Shimozuma 
- Miguno (jap. ミグノ)

Seiyū: Yuma Uchida 
- Durham (jap. ダラム Daramu)

Seiyū: Naoto Kobayashi 
- Sanu (jap. サヌ)

Seiyū: Fukushi Ochiai 
- Kai (jap. カイ)

Seiyū: Nobuhiko Okamoto 
- Els (jap. エルス Erusu)

Seiyū: Sayumi Watabe 
- Dom (jap. ドーム Dōmu)

Seiyū: Genki Muro 
- Kibi (jap. キビ)

Seiyū: Yūichi Iguchi 
- Sheila (jap. シイラ Shīra)

Seiyū: Yuko Hara 
- Aoba (jap. アオバ)

Seiyū: Ikuto Kanemasa 
- Ellen (jap. エレン Eren)

Seiyū: Akane Ōchi 
- Mizuchi (jap. ミズチ)

Seiyū: Hibiku Yamamura 
- Legom (jap. レゴム Regomu)

Seiyū: Sakura Andou 
- Burmistrz (jap. 市長 Shichō)

Seiyū: Mitsuaki Hoshino 
- Ogma (jap. オグマ Oguma)

Seiyū: Kenyu Horiuchi 
- Ibuki (jap. イブキ)

Seiyū: Taiten Kusunoki 
- Free (jap. フリー Furī)

Seiyū: Subaru Kimura 
- Pina (jap. ピナ Pina)

Seiyū: Yūki Kaji 

## Manga
Manga autorstwa Paru Itagaki rozpoczęła swoją publikację w czasopiśmie „Shūkan Shōnen Champion” wydawnictwa Akita Shoten 8 września 2016. W wywiadzie przeprowadzonym dla Ramen Para Dos we wrześniu 2019 autorka wypowiedziała się, że historia zamknie się w maksymalnie 20 tomach. W styczniu 2020 autorka podała do wiadomości, że manga zbliża się do finału.
Manga zakończyła się wraz z rozdziałem wydanym 8 października 2020.
W Polsce seria została wydana przez Studio JG.

## Anime
Powstawanie adaptacji w formie anime zostało ogłoszone w 10. numerze czasopisma „Shūkan Shōnen Champion” w 2019 roku. Za produkcję serii odpowiada studio Orange. Reżyserem został Shin’ichi Matsumi, za scenariusze odpowiada Nanami Higuchi, za projekty postaci Nao Ootsu, a kompozytorem muzyki do serialu został Satoru Kōsaki. Anime miało swoją premierę 10 października 2019 i zostało wyemitowane w Japonii na kanale Fuji TV w bloku programowym +Ultra; Netflix wykupił prawo do wyłącznej dystrybucji na świecie – seria jest dostępna w pozostałych krajach świata od 13 marca 2020. Pierwsza seria składa się z 12 odcinków.
Po zakończeniu ostatniego odcinka serii ogłoszono powstawanie drugiej serii adaptacji. W Japonii, kolejne odcinki drugiego sezonu będą miały swoją premierę od 5 stycznia 2021 na platformie Netflix z częstotliwością jednego odcinka tygodniowo; odcinki będą także od 6 stycznia emitowane w Japonii na kanale Fuji TV. Japońska emisja zakończyła się 25 marca. Międzynarodowa premiera na platformie Netflix odbyła się w lipcu.
W lipcu 2024 platforma Netflix ogłosiła, że trzecia (ostatnia) seria zostanie wyemitowana w dwóch transzach; pierwsza z nich pojawiła się na platformie 5 grudnia 2024. Shin’ichi Matsumi (reżyser) oraz Nanami Higuchi (scenarzysta) pozostali na swoich stanowiskach.